# سرخیو مندزا
سرخیو مندزا (اسپانیایی: Sergio Mendoza‎؛ زادهٔ ۲۳ مهٔ ۱۹۸۱) یک بازیکن فوتبال اهل هندوراس است.
وی همچنین در تیم ملی فوتبال هندوراس بازی کرده‌است